# یوریکو یوشی‌تاکا
یوریکو یوشی‌تاکا (ژاپنی: 吉高 由里子 هپبورن: Yoshitaka Yuriko, زادهٔ ۲۲ ژوئیه، ۱۹۸۸) هنرپیشه اهل ژاپن است. وی از سال ۲۰۰۶ میلادی تاکنون مشغول فعالیت بوده است.